# Encinar provenzal

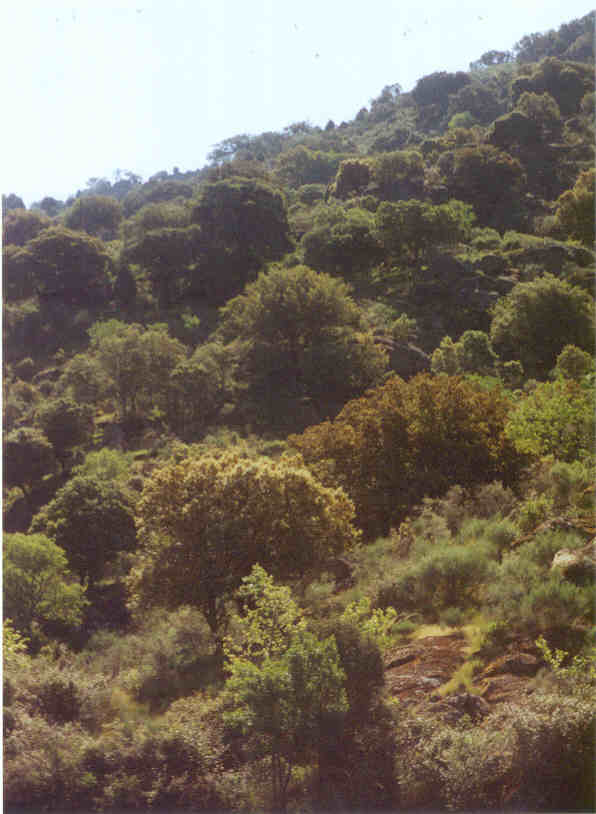
Encinar provenzal.

El encinar provenzal se da en la región natural comprendida entre la Provenza y Cataluña, en el norte de la desembocadura del Llobregat, entre la costa y los 800 metros de altitud. En él se encuentra predominantemente la encina, acompañada de un sotobosque arbustivo de madroños, lentiscos, coscojas y durillos. 
Estas formaciones se asientan en zonas silíceas. Según el grado de sílice, la encina puede ser sustituida por alcornoque. Hay un fuerte grado de degradación antrópica; el sotobosque está siendo sustituido por cultivos y la encina se retrotrae a zonas de mayor altura. Al desaparecer la encina y el sotobosque, la cantidad de insolación que recibe el espacio es mayor y aparecerán especies heliófilas, destacando la coscoja, y matorral arbustivo a su alrededor y este conjunto forma la garriga. Cuando la garriga se degrada y desaparece, aparecen en su lugar jaras y brezos. Con frecuencia los pinos forman bosques de tipo secundario. La última fase de degradación está representada por herbazales de gramíneas y plantas anuales.